# Patricio Cornejo
Patricio Cornejo (Llolleo, 6 de junho de 1944) é um ex-tenista profissional chileno.
Vice-Campeão da Copa Davis de 1976.

## Ligações Externas
- Perfil na ITF